# دمويي
دمويي (بالفارسية: دمویی) هي قرية تقع في قسم جلغة تشاة هاشم الريفي (مقاطعة دلغان) في إيران. يقدر عدد سكانها بـ 33 نسمة بحسب إحصاء 2016.